# Майдан Мистецькі Ворота (Житомир)
Майдан Мистецькі Ворота — майдан в Корольовському районі міста Житомира.

## Характеристики
Розташований в привокзальній частині міста, в місцевості відомій за неформальною назвою «Виставка». Розташований всередині кварталу багатоповерхової житлової і громадської забудови між вулицею Київською та Вацківським провулком.

## Історія
До середини ХХ століття територія за місцем розташування майбутнього майдану являла собою вільне від забудови заболочене верхів'я річки Малої Путятинки.
У 1950-х роках на осушеній від болота місцевості постала обласна виставка досягнень народного господарства — комплекс з основного та допоміжних павільйонів, кінотеатру «Урожай», парку з двома штучними водоймами, вхідної брами та скульптур. Виставка досягнень народного господарства діяла до 1960-х років. У 1980 — 1990-х роках територія виставки була частково забудована багатоповерховими житловими будинками. Від колишньої виставки збереглися вхідна брама та павільйони, між якими та новобудовами сформовано внутрішньоквартальний пішохідний майдан із зоною відпочинку.
Майдан отримав назву у 1992 році. Назва майдану пояснюється тим, що у приміщеннях павільйонів діяли художні майстерні Житомирської організації Національної Спілки художників України.